# Elaboratie
Elaboratie of bewerking is een begrip in de psychologie dat verwijst naar een diepe verwerking van informatie. Dit komt neer op koppelen van nieuwe informatie aan reeds verworven kennis die is opgeslagen in het langetermijngeheugen. Door informatie te elaboreren verlaagt men de kans op vergeten.